# San Antonio de Arredondo
San Antonio de Arredondo es una localidad situada en el departamento Punilla, provincia de Córdoba, Argentina.
Se encuentra 8 km al sur de Villa Carlos Paz, por la ruta provincial 14, a orillas del río San Antonio. Dista 44 km de la ciudad de Córdoba.
La principal fuente de ingresos es el turismo, debido a sus atractivos tales como estar ubicada en un valle entre las Sierras Chicas y las Sierras Grandes y sobre el río San Antonio.

## Geografía

### Población
San Antonio de Arredondo 02.jpg|miniaturadeimagen|Municipalidad sobre la ruta 14]]
Cuenta con 6041 habitantes (Indec, 2022), lo que representa un incremento del 40% frente a los 3653 habitantes (Indec, 2010) del censo anterior. Según el censo provincial 2008, tenía 3441 habitantes, con lo cual constituía la Comuna más poblada de la provincia y posteriormente adquirió el estatus de municipio.
Integra del aglomerado denominado Villa Carlos Paz - San Antonio de Arredondo - Villa Río Icho Cruz que cuenta con una población de 69,840 habitantes (Indec, 2010).
| Gráfica de evolución demográfica de San Antonio de Arredondo entre 1991 y 2022 |
|                                                                                |
| Fuente: censos nacionales del INDEC                                            |

### Sismicidad
La sismicidad de la región de Córdoba es frecuente y de intensidad baja, y un silencio sísmico de terremotos medios a graves cada 30 años en áreas aleatorias. Sus últimas expresiones se produjeron:
- 22 de septiembre de 1908 (116 años), a las 17.00 UTC-3, con 6,5 Richter, escala de Mercalli VII; ubicación 30°30′0″S 64°30′0″O / -30.50000, -64.50000; profundidad: 100 km; produjo daños en Deán Funes, Cruz del Eje y Soto, provincia de Córdoba, y en el sur de las provincias de Santiago del Estero, La Rioja y Catamarca[3]

- 16 de enero de 1947 (78 años), a las 2.37 UTC-3, con una magnitud aproximadamente de 5,5 en la escala de Richter (terremoto de Córdoba de 1947)[2]

- 28 de marzo de 1955 (70 años), a las 6.20 UTC-3 con 6,9 Richter: además de la gravedad física del fenómeno se unió el desconocimiento absoluto de la población a estos eventos recurrentes (terremoto de Villa Giardino de 1955)

- 7 de septiembre de 2004 (20 años), a las 8.53 UTC-3 con 4,1 Richter

- 25 de diciembre de 2009 (15 años), a las 21.42 UTC-3 con 4,0 Richter